# راشحة شوكية
راشحة شوكية (الاسم العلمي:Percolomonas spinosus) هي نوع من اللجفاوات تتبع جنس الراشحة من فصيلة .